# Witte Steen

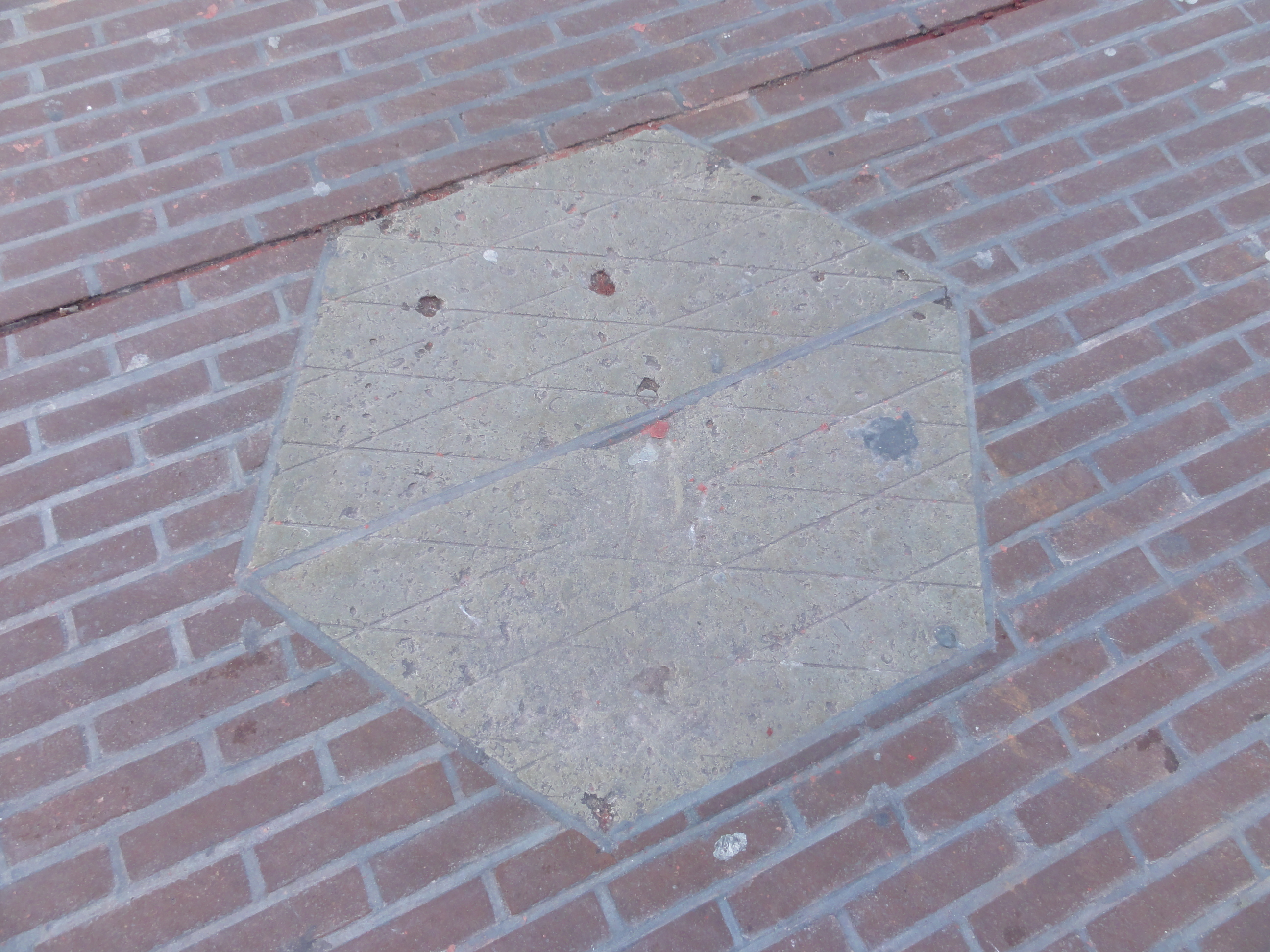
De Witte Steen

De Witte Steen bevindt zich in de Nederlandse stad Leiden op de Visbrug, op de grens van de parochies Sint Pancras (Hooglandse Kerk) en Sint Pieter (Pieterskerk). De steen markeerde ook het rechtsgebied van de burggraaf in de Burcht.
Leiden kende vanaf het eind van de veertiende eeuw een indeling in bonnen (wijken), maar daarnaast tot de reformatie een indeling naar parochies: de parochie van Sint Pieter, van Sint Pancras en van Onze-Lieve-Vrouwe. De verschillende stadsparochies werden gemarkeerd met zeshoekige platte stenen in de bestrating: de Rode, Witte en Blauwe Steen. Hiermee werden ook de verschillende rechtsgebieden in de stad van elkaar gescheiden.
Dergelijke gerechtsstenen zijn niet specifiek voor Leiden maar komen ook elders voor. Een verklaring voor de kleuren is, dat de Witte Steen de gerechtssteen van de landvorst, de
graaf of de ambachtsheer zou zijn, de Rode Steen de steen van de geestelijkheid
en de Blauwe Steen de gerechtsplaats van de gemeenten en poortersschappen.
De huidige steen is een replica van de “witte steen” die werd aangebracht bij de grote restauratie van de Visbrug, de Hoogstraat met de kelders, en de St. Jansbrug.